# إعلام تركيا
تشمل وسائل الإعلام في تركيا مجموعة واسعة من الدوريات المحلية والأجنبية التي تعبر عن وجهات نظر متباينة. بالإضافة إلى ذلك، الصحف المحلية تنافسية للغاية. ومع ذلك، تتركز ملكية وسائل الإعلام في أيدي عدد قليل من المجموعات الإعلامية الخاصة الكبيرة والتي عادة ما تكون جزءًا من تكتلات أوسع يسيطر عليها أفراد أثرياء، مما يحد من تنوع الآراء المعروضة. بالإضافة إلى ذلك، فإن الشركات على استعداد لاستخدام نفوذها لدعم مصالح أصحاب الأعمال التجارية، بما في ذلك من خلال محاولة الحفاظ على علاقات ودية مع الحكومة. لوسائل الإعلام تأثير قوي على الرأي العام. تشكل الرقابة في تركيا مشكلة واضحة، وفي عقد 2000 شهدت تركيا اعتقال العديد من الصحفيين ومقاضاة الكتاب. في مؤشر حرية الصحافة لمراسلون بلا حدود، انخفض ترتيب تركيا من المرتبة 100 في عام 2005 إلى حوالي 150 في عام 2013. ردا على محاولة الانقلاب في 15 يوليو 2016، أغلقت الحكومة التركية أكثر من 150 منظمة إعلامية، بما في ذلك الصحف وقنوات التلفزيون والإذاعة ووكالات الأنباء والمجلات ودور النشر، وسجنت 160 صحفيا.
من حيث التداول، الصحف اليومية الأكثر شعبية هي صباح، Sözcü ،Hürriyet ،Posta وملليت. تتمتع وسائط البث اللاسلكي بنفوذ عالي حيث تتوفر أطباق الأقمار الصناعية وأنظمة الكابلات على نطاق واسع. «المجلس الأعلى للإذاعة والتلفزيون» (المجلس الأعلى للإذاعة والتلفزيون) هو الهيئة الحكومية المشرفة على وسائل الإعلام. في عام 2003 كان ما مجموعه 257 محطة تلفزيونية و1100 محطة راديو مرخصين للعمل، وتعمل محطات أخرى بدون تراخيص. ومن بين المرخص لهم، تصل 16 محطة تليفزيونية و36 محطة إذاعية إلى الجماهير على نطاق الدولة بأكملها. في عام 2003، كان هناك حوالي 22.9 مليون تلفزيون و11.3 مليون جهاز راديو قيد الخدمة. إلى جانب اللغة التركية، تقدم شبكة التلفزيون الحكومية بعض البرامج باللغات العربية والشركسية والكردية والزازكية.
يعتبر الأتراك ثاني أكثر الشعوب "الأُمِّية إعلاميًا" مقارنة بباقي الدول في أوروبا، مما يجعلهم عرضة بشكل خاص للأخبار الكاذبة، وفقًا لدراسة عام 2018. تسبب مزيج من مستويات التعليم المنخفضة، وانخفاض درجات القراءة، وانخفاض حرية وسائل الإعلام وانخفاض الثقة المجتمعية في ذلك الترتيب، والذي جعل تركيا تحتل المرتبة قبل الأخيرة. تعد نظريات المؤامرة ظاهرة سائدة في وسائل الإعلام التركية. وفقًا لتقرير معهد رويترز لدراسة الصحافة لعام 2018، فإن تركيا -بفارق كبير- هي أكثر دولة تنشر بها التقارير الإخبارية المزيفة في العالم.

## الصحافة المكتوبة

### الصحف التركية
بدأت الصحافة التركية تظهر وتنتشر في الإمبراطورية العثمانية منذ 1860 وأطلق رجل الدولة آغا أفندي والشاعر والكاتب إبراهيم شناسي، مؤسس جمعية الشباب العثماني «ترجمان الأحوال» أول صحيفة تركية بمبادرة شخصية في 21 أكتوبر 1860. وهكذا بدأت مرحلة جديدة في تاريخ الصحافة. وأطلق تشرشل، صاحب صحيفة جريدة الحوادث، في نفس التاريخ صحيفة «رزنامة جريدة حوادث».
وفي 27 يونيو 1862، بدأ إبراهيم شناسي بنشر «تصوير الأفكار»، أول صحيفة تفسح المجال للتأريخ للعلوم. وعندماهرب إبراهيم شناسي إلى باريس في عام 1865، حل محله نامق كمال. بدأت جريدة «تصوير الأفكار» بمعالجة مواضيع مثل تعليم المرأة، والدراسات الطبية بالتركية، الأمن في إسطنبول أو مشاكل اللغة التركية وبدأت جمهور الصحيفة في التوسع.
وفي عام 1867، ساعدت جريدة «مخبر» وهي جريدة أنشأها على سواوي أحد أعضاء الشباب العثماني في توسيع أهمية الصحافة بعد دعمها لمسلمي كريت وموازاة مع ذلك قام الباب العالي في إسطنبول تنشر جريدة الجوائب، وهي صحيفة عربية لمواجهة تأثير المجلات الصادرة باللغة العربية في أوروبا. وفي عام 1864، أزال قانون المطبوعات الرقابة المسبقة وأعطى لمحكمة مجلس الدولة وظيفة محاكمة جرائم الصحافة، وقد أثر هذا على الصحافة الفرنسية التي فقدت تأثيرها. وقد أخضع القانون الجديد تاسيس أي جريدة جديدة لرقابة الحكومة المركزية.
في مارس 1867، أعطى «قرار علي» الذي تم اصداره تحت حكم علي باشا الصدر الأعظم، للدولة حق متابعة الصحفيين خارج إطار قانون الصحافة، إذا كان مصالح الدولة تقتضي ذلك. بعد هذا القرار، واضطر علي سواوي، نامق كمال وضياء بايلر إلى الفرار إلى باريس وقاما بنشر أول الصحف التركية في المنفى في المدن الأوروبية المختلفة.
في 1870، بدأ الشباب العثماني في العودة إلى ديارهم ولكن حتى وفاة علي باشا، بقيت السيطرة على الصحافة. وخلال هذه الفترة، قامت صحف الشباب العثماني بالدفاع عن حقوق المسلمين، إذ أن التنظيمات قد أعطت لغير المسلمين وضع مهيمن وقاموا بنقد الدولة وطالبوا بتغيير العقليات.
وأصبحت صحيفة «عبرت»، الذي انتقلت عام 1872 تحت قيادة أحمد مدحت والذي هيمن عليها كمال نامق، الناطق الرسمي للشباب العثمانيين الراديكاليين. وبفعل تأثيرها تم توقيفها شهر واحد فقط بعد صدورها لمدة أربعة أشهر. ومع تعرض النظام للصعوبات تم التضييق على الصحافة بما فذ ذلك الصحافة الساخرة عام 1872.

#### الصحف التركية القديمة
- ترجمان الأحوال
- جريدة الحوادث
- رزنامة جريدة الحوادث
- تصوير الأفكار
- مخبر
- الجوائب
- الصحف التركية في المنفى
- عبرت
- ارجياس

#### الصحف التركية الحديثة
- ملليت
- جمهوريت